# Iphimedia rickettsi
Iphimedia rickettsi is een vlokreeftensoort uit de familie van de Iphimediidae. De wetenschappelijke naam van de soort is voor het eerst geldig gepubliceerd in 1931 door Shoemaker.